# Crithote basipuncta
Crithote basipuncta är en fjärilsart som beskrevs av Schultze 1908. Crithote basipuncta ingår i släktet Crithote och familjen nattflyn. Inga underarter finns listade i Catalogue of Life.